# توني سواريز
توني سواريز (بالإنجليزية: Tony Suarez)‏ هو لاعب كرة قدم أمريكي في مركز الهجوم، ولد في 2 فبراير 1956 في هافانا في كوبا، وتوفي في 18 أبريل 2007 في شارلوت في الولايات المتحدة. لعب مع Carolina Lightnin' ‏.